# نیکولای بورلیایف
نیکولای بورلیایف (روسی: Николай Петрович Бурляев؛ زادهٔ ۳ اوت ۱۹۴۶) یک هنرپیشه و کارگردان فیلم اهل اتحاد جماهیر سوسیالیستی شوروی است.
از فیلم‌ها یا برنامه‌های تلویزیونی که وی در آن نقش داشته است می‌توان به کودکی ایوان، آندری روبلوف و مرشد و مارگاریتا اشاره کرد.
وی همچنین برندهٔ جوایزی همچون هنرمند مردمی روسیه شده است.